# Anton Klotz (Politiker)
Anton Klotz (* 24. Dezember 1952) ist ein deutscher Kommunalpolitiker (CSU). Klotz war vom 1. Mai 2014 bis 2020 Landrat des Landkreises Oberallgäu. Von 2008 bis 2014 war er Stellvertreter des Landrates Gebhard Kaiser.
Klotz ist gelernter Agrarjournalist.
Seine politische Karriere begann 1990 als ehrenamtlicher 1. Bürgermeister in Haldenwang, dieses Amt führte er danach von 1996 bis 2014 hauptamtlich. Seit 1996 war er Mitglied im Kreistag Oberallgäu und seit 2002 Vorsitzender des Bayerischen Gemeindetages, Kreisverband Oberallgäu. Bei den Kommunalwahlen in Bayern 2020 trat er nicht mehr an. Das Landratsmandat ging in der Stichwahl nicht an seinen favorisierten Parteikollegen und DOSB-Präsident Alfons Hörmann, sondern an Indra Baier-Müller (Freie Wähler).
Klotz ist verheiratet und hat zwei erwachsene Kinder.

## Kritik
Von den Naturschutzverbänden LBV und BN wurde Anton Klotz dafür kritisiert, dass er im Hintersteiner Tal auch nach eigener Aussage gegen die Gesetzeslage ein Kleinwasserkraftwerk genehmigte. Für das Kraftwerk sollte die Ostrach oberhalb eines Natur-, Landschafts- und Vogelschutzgebiets, das auch als Naturdenkmal ausgewiesen ist, durch eine Betonmauer aufgestaut werden. Im November 2017 erklärte das Verwaltungsgericht Augsburg die Genehmigung des Kraftwerks für unrechtmäßig.